# جک وایلد
جک وایلد (انگلیسی: Jack Wild؛ ۳۰ سپتامبر ۱۹۵۲ – ۱ مارس ۲۰۰۶) یک هنرپیشه اهل بریتانیا بود. وی بین سال‌های ۱۹۶۴ تا ۲۰۰۵ میلادی فعالیت می‌کرد.
از فیلم‌ها یا برنامه‌های تلویزیونی که وی در آن نقش داشته است می‌توان به رابین هود و اون پائین به کارت ادامه بده  اشاره کرد.